# Harpendyreus sharpiae
Harpendyreus sharpiae är en fjärilsart som beskrevs av Butler 1900. Harpendyreus sharpiae ingår i släktet Harpendyreus och familjen juvelvingar. Inga underarter finns listade i Catalogue of Life.